# Phlegetonia gilvicolor
Phlegetonia gilvicolor là một loài bướm đêm trong họ Noctuidae.